# Apatania helvetica
Apatania helvetica är en nattsländeart som beskrevs av Schmid 1954. Apatania helvetica ingår i släktet Apatania och familjen Apataniidae. Inga underarter finns listade i Catalogue of Life.